# Jo Juda
Juda (Jo) Juda (Amsterdam, 7 september 1909 - Laren, 20 januari 1985) was een Nederlands violist van Joodse afkomst.

## Familie
Juda Juda, roepnaam Jo, was de zoon van de diamantslijper Meijer Juda en Leentje Snoek. Zijn jeugd speelde zich af in diverse Joodse wijken in Amsterdam. Jo was de oudste van drie zonen, na hem kwamen Arnold en Charles (Amsterdam, 5 mei 1920 - concentratiekamp in Polen, 31 maart 1944), respectievelijk pianist en cellist, met wie hij regelmatig optrad in duo- of triovorm.
Jo Juda was getrouwd met pianiste Eva Gezina Spijer (1935-1937), Berendina Theodora Latour (1939-, tijdens Groningse periode) en vanaf 1953 met zijn leerling Olga Haenen (19 december 1930 - Laren, 6 mei 2009, speelde in het Frysk Orkest), met wie hij vijf kinderen kreeg; Marjolein, Olaf, Iris, Joachim en Anemoon. Iris Juda is ook een violiste; zij is getrouwd met de Oostenrijkse violist Lukas Hagen. Jo Juda was officier in de Orde van Oranje Nassau. Jo en Olga liggen met zoon Joachim begraven op het Sint Janskerkhof te Laren.

## Muzikale leven
Zijn muziekopleiding verkreeg hij via het Amsterdams Muzieklyceum bij Alexandre Moskowsky met een cum-laude-eindexamen in 1928. Verdere opleidingen volgden bij Oskar Back en Carl Flesch, die laatste via het Hochschule für Musik (1930-1931). Na de studies werd hij violist en concertmeester van het Amsterdam Bach Orkest (1934-1936), Orkestvereniging Arnhem (1936-1937) en Groninger Orkest Vereniging (1937-1939). Na de Tweede Wereldoorlog (zie onder) pakte hij de draad weer op als concerterend solist met optredens over de gehele wereld Vanaf 1956 vervulde hij die functies in het Utrechts Symfonie Orkest, vanaf 1959 van het Radio Filharmonisch Orkest. Vanaf 1963 tot 1974 bekleedde hij die functies bij het Concertgebouworkest (zijn opvolger werd Theo Olof). Als solist speelde hij diverse premières van Nederlandse vioolwerken, zoals van Hendrik Andriessen, Sem Dresden, Oscar van Hemel, maar ook Nederlandse premiers van werken van Frank Martin, Alban Berg, Paul Hindemith en Anton Webern. Hij speelde onder dirigenten als Bernard Haitink, Pierre Boulez en Bruno Maderna.
Naast zijn concertpraktijk was hij als vioolpedagoog werkzaam, onder andere aan het Conservatorium van Maastricht, het Haags Conservatorium en Conservatorium van Amsterdam. Een van zijn leerlingen uit de Maastrichtse periode is André Rieu. Een andere oud leerling van Jo Juda is Han Beekman, welke in Zeeland actief was als beroepsmusicus en vioolpedagoog.
Van zijn hand verscheen een aantal composities voor strijkorkest, viool solo, cello, fluit en koor. Hij schreef een aantal boeken waarin hij het tijdsbeeld en zijn inzichten en levensloop beschrijft.
Juda's spel is te horen op opnamen, zowel als solist in concerten als in kamermuziekverband. Ook was hij van 1983 tot aan zijn dood vaste dirigent van onder andere de mede door hem opgerichte Orkestvereniging Musica Instrumentalis uit Hilversum, met wie hij 4 concerten dirigeerde. Daarnaast dirigeerde hij ook enige jaren vanaf de oprichting in 1978 het Universiteitsorkest te Maastricht.
Jo Juda reed ooit met zijn auto over zijn vioolkist, zonder enige beschadiging aan zijn viool. Hij was nogal verstrooid en legde na afloop van een repetitie eens zijn vioolkist op het schuin aflopende dak van zijn Saab om de autodeur makkelijker te kunnen openen. Daarna keek hij in zijn agenda, zag dat het tijd werd te gaan en stapte in. Vervolgens reed hij een beetje naar voren waardoor de kist van de auto af gleed, schakelde daarna naar de achteruit en hobbelde over de vioolkist heen. Na opening van de kist bleek er niets aan de viool te mankeren.
Jan van Herpen schreef en redigeerde het boek Herinneringen van Jo Juda, violist waarin Juda terugkijkt op zijn muzikale leven.

## Tweede Wereldoorlog
Tijdens de Tweede Wereldoorlog, in juli 1940, werd Jo Juda, samen met andere intellectuelen, door de Duitsers opgepakt en naar het concentratiekamp Buchenwald getransporteerd. Met hen behoorde hij tot de eerste groep Nederlandse gegijzelden, samen met de Indische gegijzelden. Later, in oktober 1940, werd nog een groep van vooraanstaande politici en intellectuelen opgepakt; van hen zou vooral Willem Drees bekend worden.
Hoewel de levensomstandigheden van de gevangenen naar verhouding nog redelijk waren, stierven er in de winter van 1940-1941 veertien van hen. De daarop volgende periode werden er regelmatig enkelen vrijgelaten en nieuwe gevangenen aan de groep toegevoegd. Uiteindelijk werd de groep - die op dat moment uit 238 man bestond - in juni 1941 naar Noord-Brabant gebracht. Velen van hen verbleven tot september 1944 in Sint-Michielsgestel.
In het boek Jantje Paganini omschrijft Jo Juda de omstandigheden waarin zij leefden en de enkele keren dat hij ternauwernood aan de dood ontsnapt. Met gevaar voor eigen leven steelt de eigenwijze Jo tijden lang kolen van de Duitsers, aangezien hij de vioolstudie niet stil wil leggen. Dit leverde huiveringwekkende scenario's op in zijn boek die gelukkig met een sisser aflopen.
Jo en Arnold zijn de enige twee van zijn gezin, die de Tweede Wereldoorlog hebben overleefd. De moeder van Jo stierf net voor de oorlog. De vader van Jo is samen met Charles naar Auschwitz vervoerd. Bij aankomst werd Charles aangeboden in het kamporkest te spelen (velen van deze musici hebben de oorlog overleefd), maar aangezien zijn vader zo angstig was alleen te blijven, heeft hij dat verzoek afgewezen. Kort daarna zijn zij beiden omgekomen. In de trein op weg naar het concentratiekamp heeft de vader van Jo nog een briefje uit de trein gegooid, met zijn laatste woorden naar de buitenwereld. Het is in het bezit van de familie Juda.